# Abraão Ben Chasdai Hallevi
 Abraão Ben Chasdai Hallevi  (Barcelona Espanha, 1340 — 1410) foi um rabino espanhol do século XII, os seus escritos literários foram redigidos em língua árabe.